# Arthur B. Davies

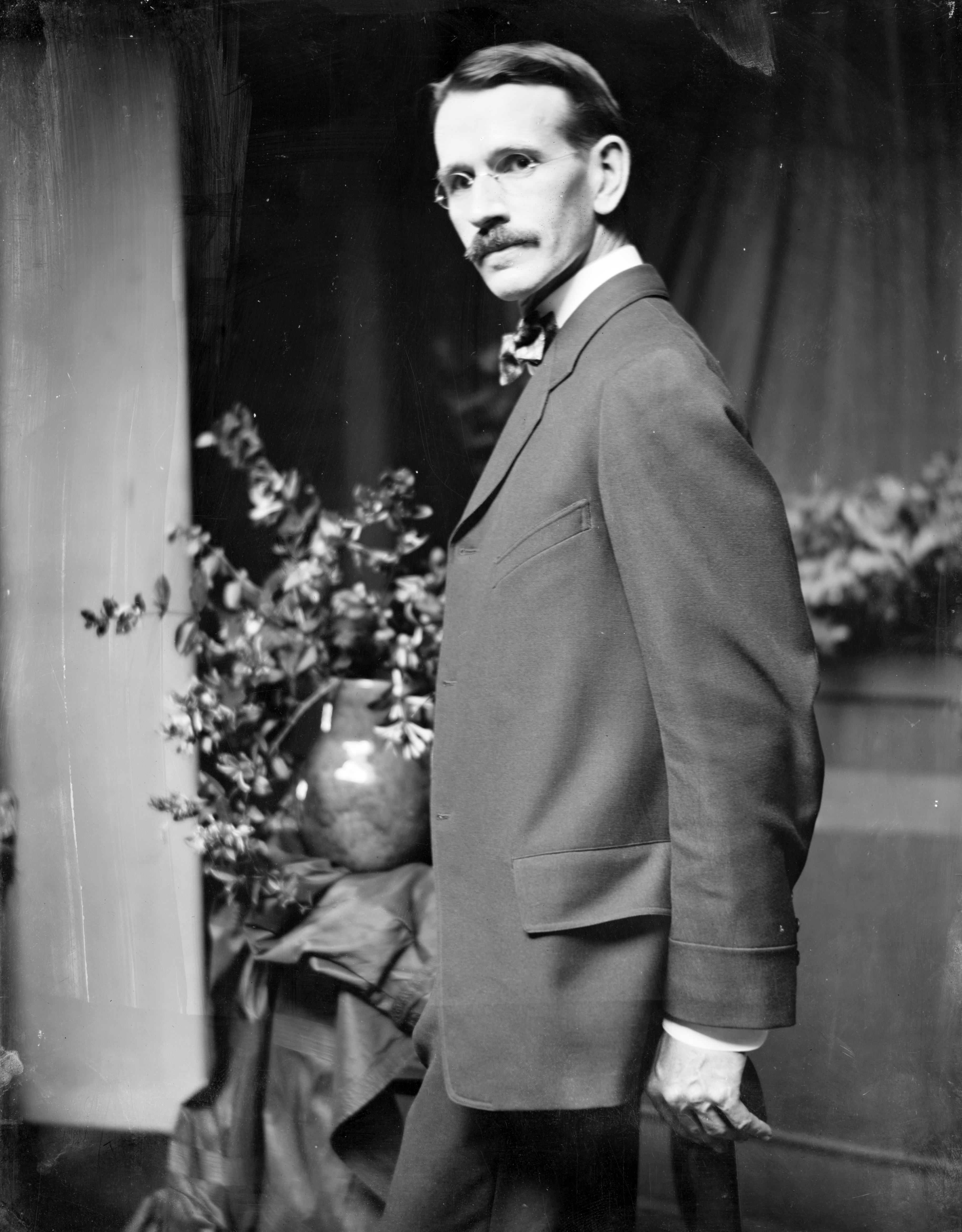
Gertrude Käsebier: Arthur B. Davies, Fotografie um 1907

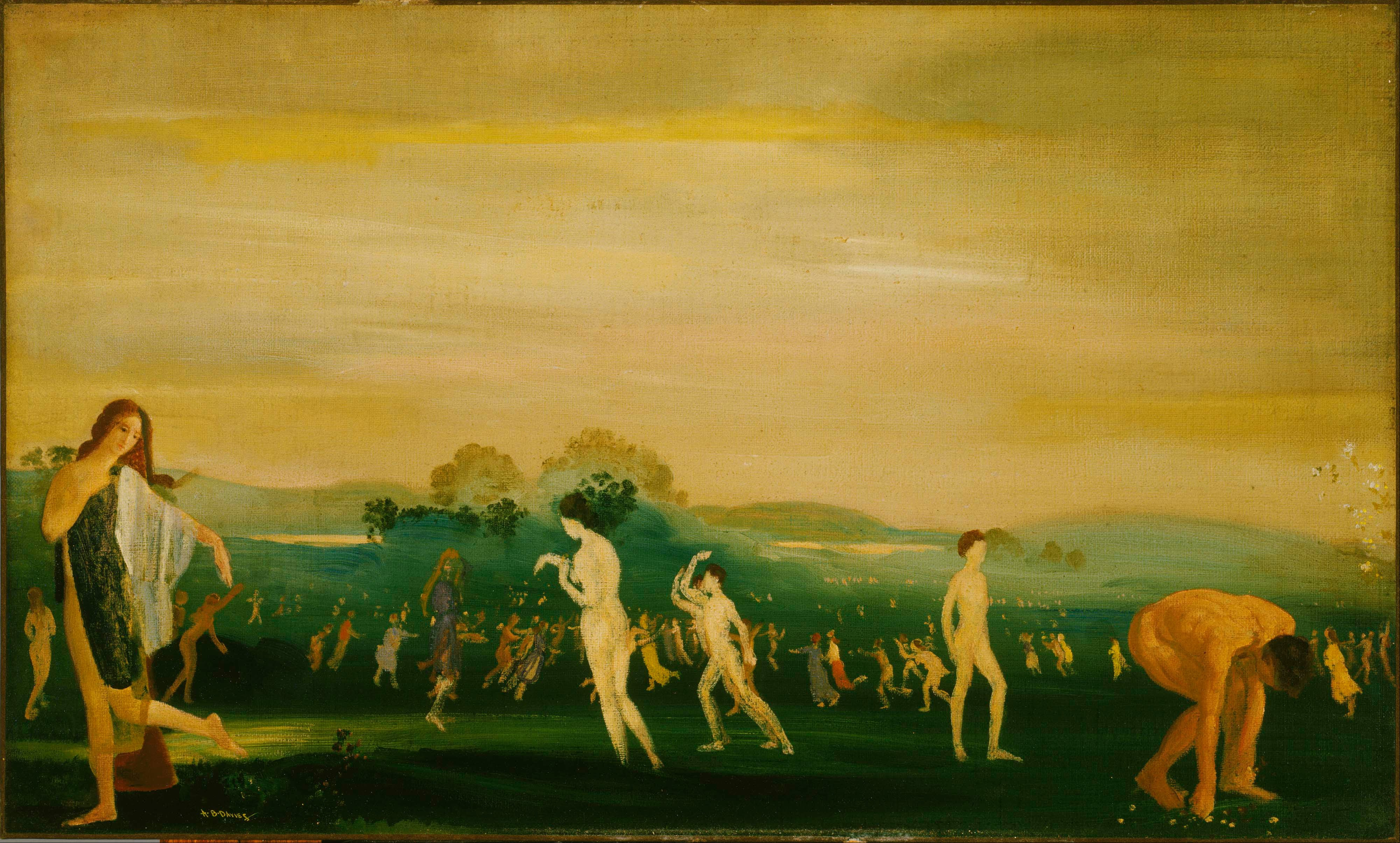
Elysische Felder, undatiert, Öl auf Leinwand, The Phillips Collection, Washington, D. C.

Arthur Bowen Davies (* 26. September 1862 in Utica, New York; † 24. Oktober 1928 in Florenz, Italien) war ein amerikanischer Maler des Symbolismus. Beeinflusst wurde er durch die Hudson River School, vor allem durch den Luministen und Traumlandschaftsmaler George Inness.

## Leben und Werk
Davies studierte an der „School of the Art Institute of Chicago“ von 1879 bis 1882. Er besuchte kurz das Art Institute of Chicago und zog im Jahre 1887 nach New York, wo er ein Studium an der Art Students League begann und Robert Henri und George Benjamin Luks kennenlernte. Von 1888 bis 1891 war er in der Werbung tätig, wo er Reklameflächen entwarf, außerdem fertigte er technische Zeichnungen an und gestaltete Illustrationen für Zeitschriften.
Davies war Mitglied der Gruppe The Eight, einer Malergruppe mit fünf assoziierten Mitgliedern der Ashcan School: William Glackens (1870–1938), Robert Henri (1865–1929), George Benjamin Luks (1867–1933), Everett Shinn (1876–1953), John French Sloan (1871–1951), sowie Davies selbst, Ernest Lawson (1873–1939) und Maurice Prendergast (1859–1924). Die Gruppe The Eight stellte nur einmal in der Macbeth Gallery in New York im Jahr 1908 aus.
In den Jahren 1912 bis 1914 war Davies Präsident der Association of American Painters and Sculptors und in dieser Position im Jahre 1913 zusammen mit Walt Kuhn und Walter Pach einer der Hauptbegründer der Armory Show.
Davies, der sein Leben lang ein Verfechter abstrakter Kunst war, hatte Alfred Barr bei der Gründung des Museum of Modern Art in New York unterstützt. Nach einem Herzinfarkt im Jahr 1923 reiste er nach Florenz, wo er noch eine Serie von romantischen Bildern der Landschaft Norditaliens malte, bevor er einsam in seinem Atelier verstarb.
Er ist bekannt für die ätherischen Figuren in seinen Gemälden, die eine romantische, nostalgische und oft eine mysteriöse Qualität besitzen. Die klein gehaltenen Figuren arrangierte er oftmals vor einen dunklen Hintergrund, wobei seine Bilder eine eigene poetische Stimmung und einen speziellen Symbolismus erhalten.

## Zeichnungen mit Pastellkreide
Sammlung Pastellzeichnungen im Metropolitan Museum of Art, New York (Auswahl)

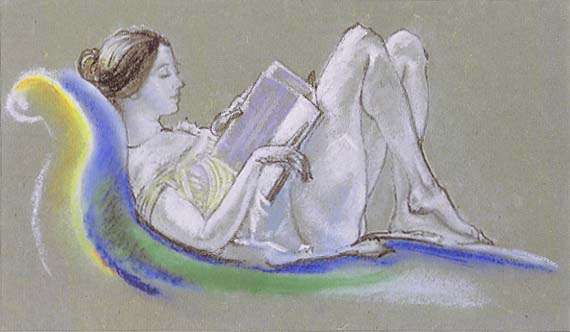
Lesendes Mädchen, 1911, Zeichnung, Pastell auf grauem Papier
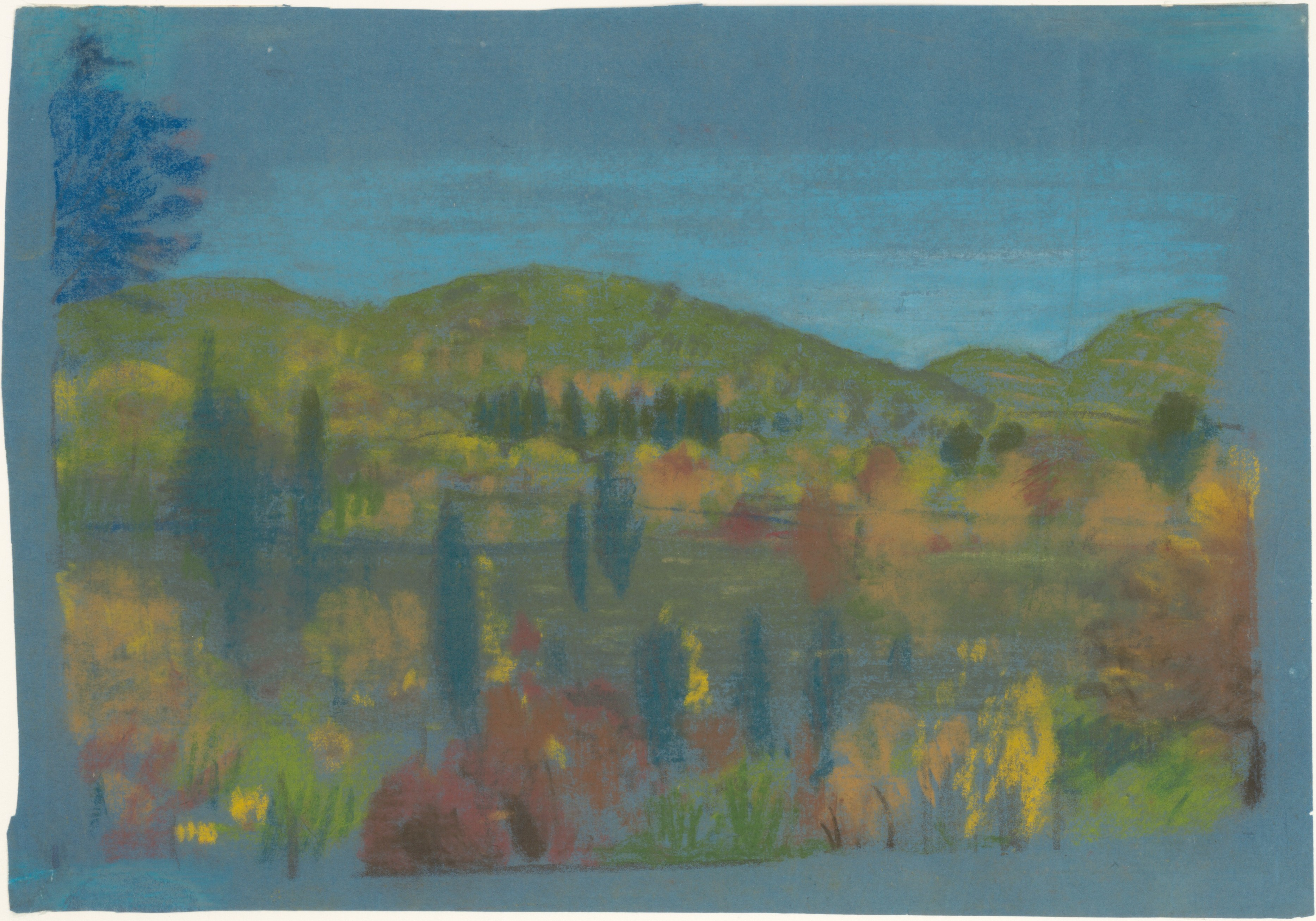
Across the Valley, Pastellkreide auf japanischem Papier (18,9 × 27 cm)
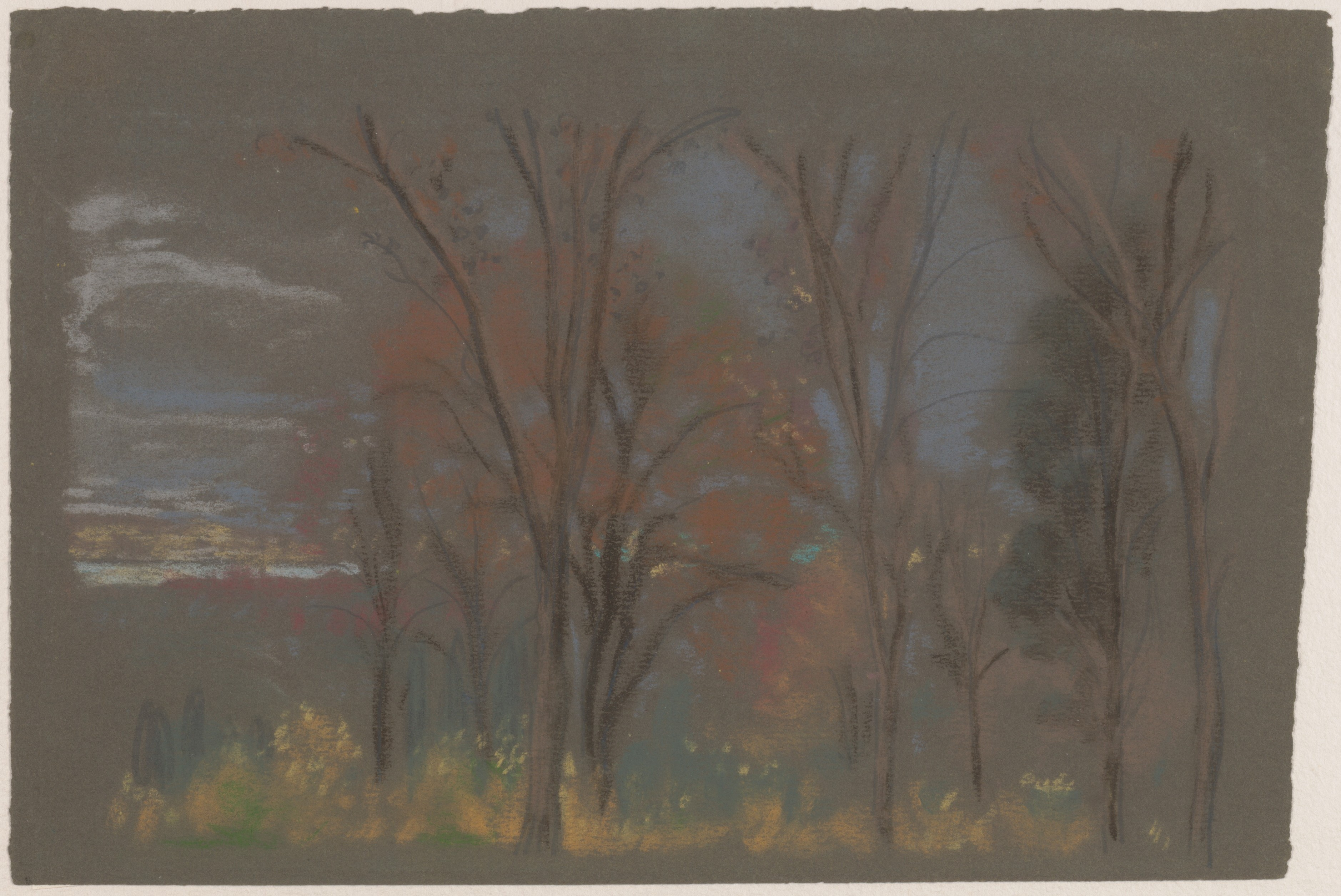
Autumn Woods, Pastellkreide auf dunkelbraunem Velinpapier (18,4 × 27,8 cm)
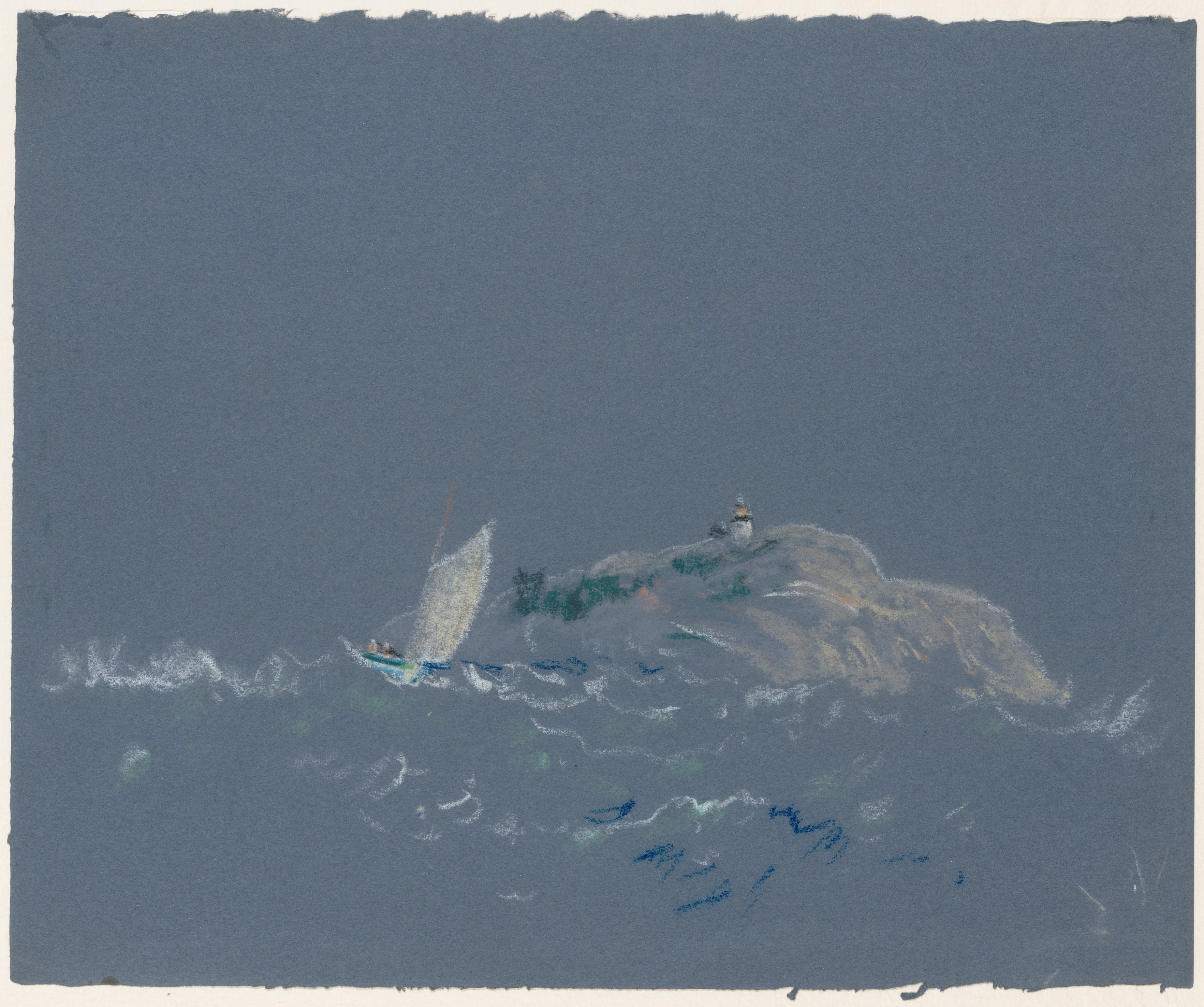
Bear Island Light, Pastellkreide auf dunkelblauem Velinpapier (26 × 31,6 cm)
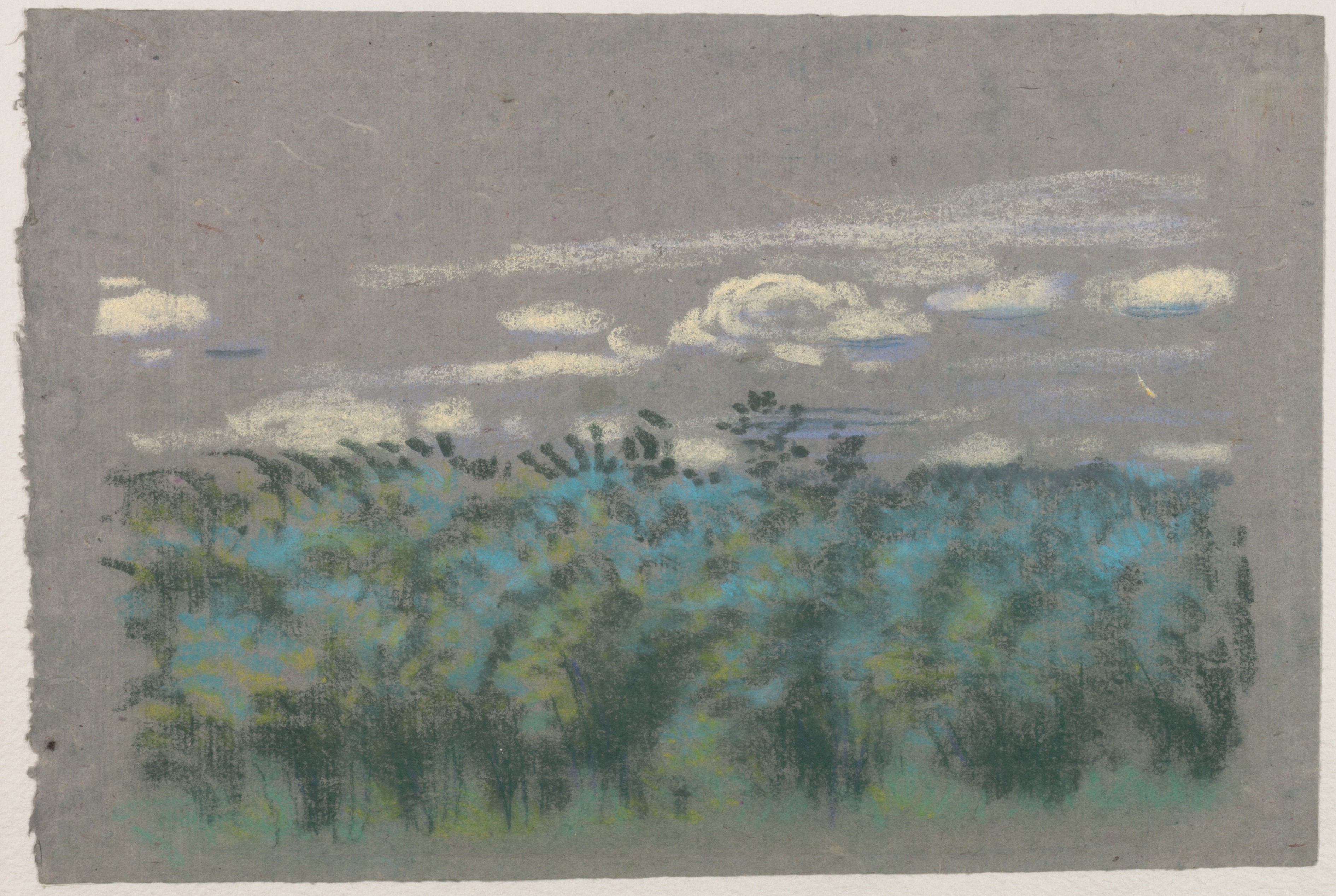
Blue Thicket, Pastellkreide auf grauem Papier (18,6 × 27,8 cm)
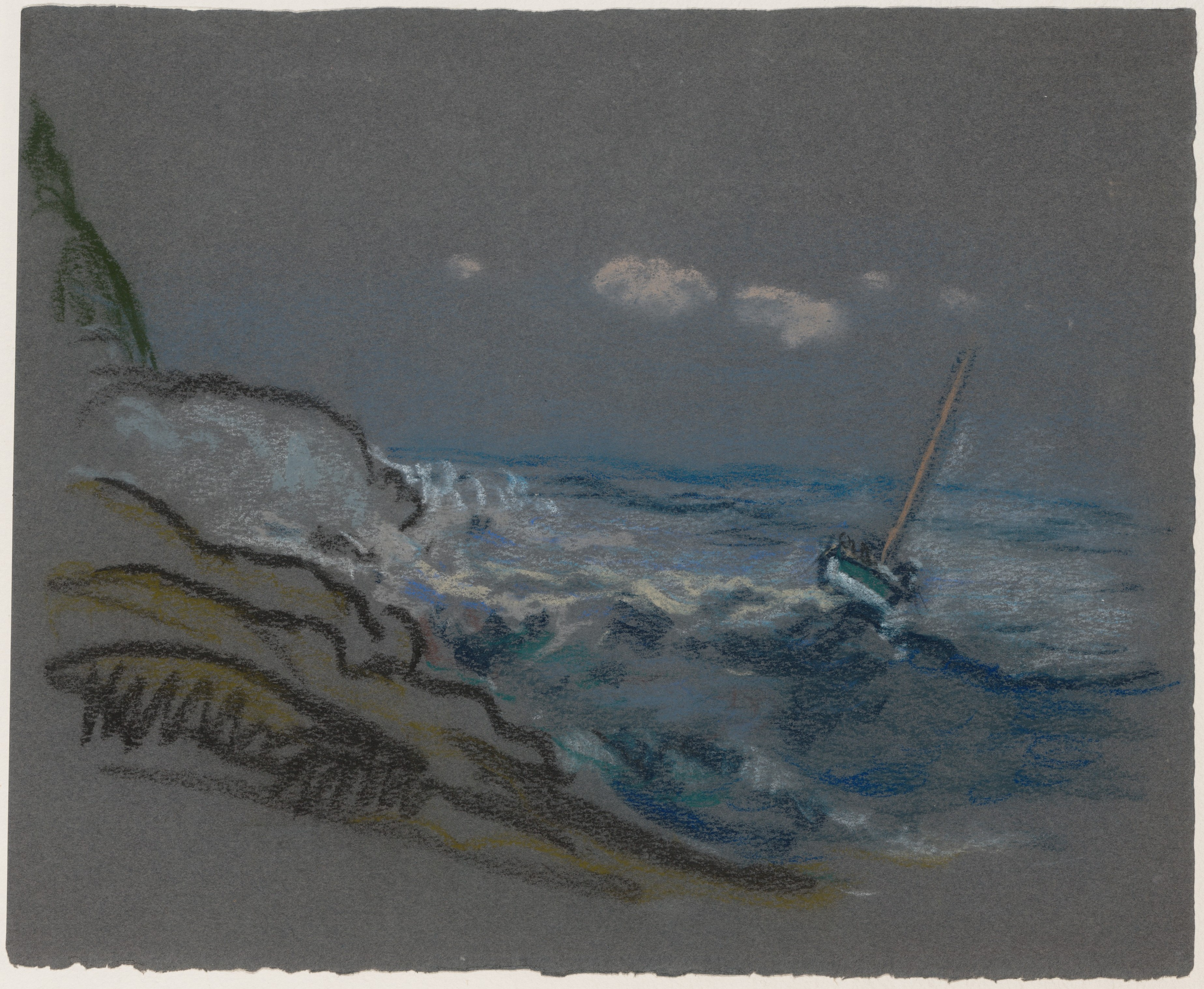
Boat in Distress, Pastellkreide auf grauem Velinpapier (26 × 31,1 cm)
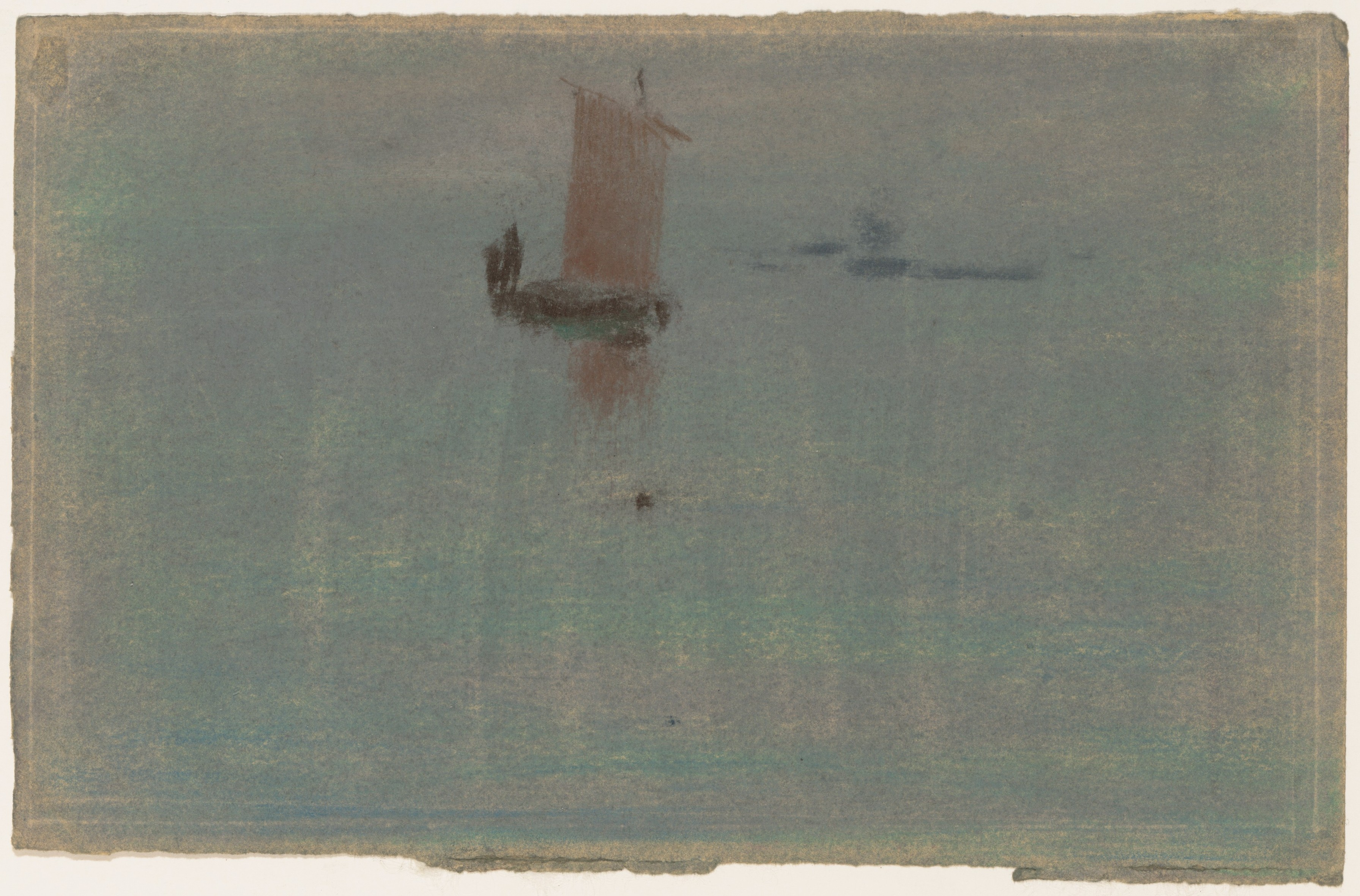
Boats at Evening, Pastellkreide auf hellem Velinpapier (14,6 × 22,5 cm)
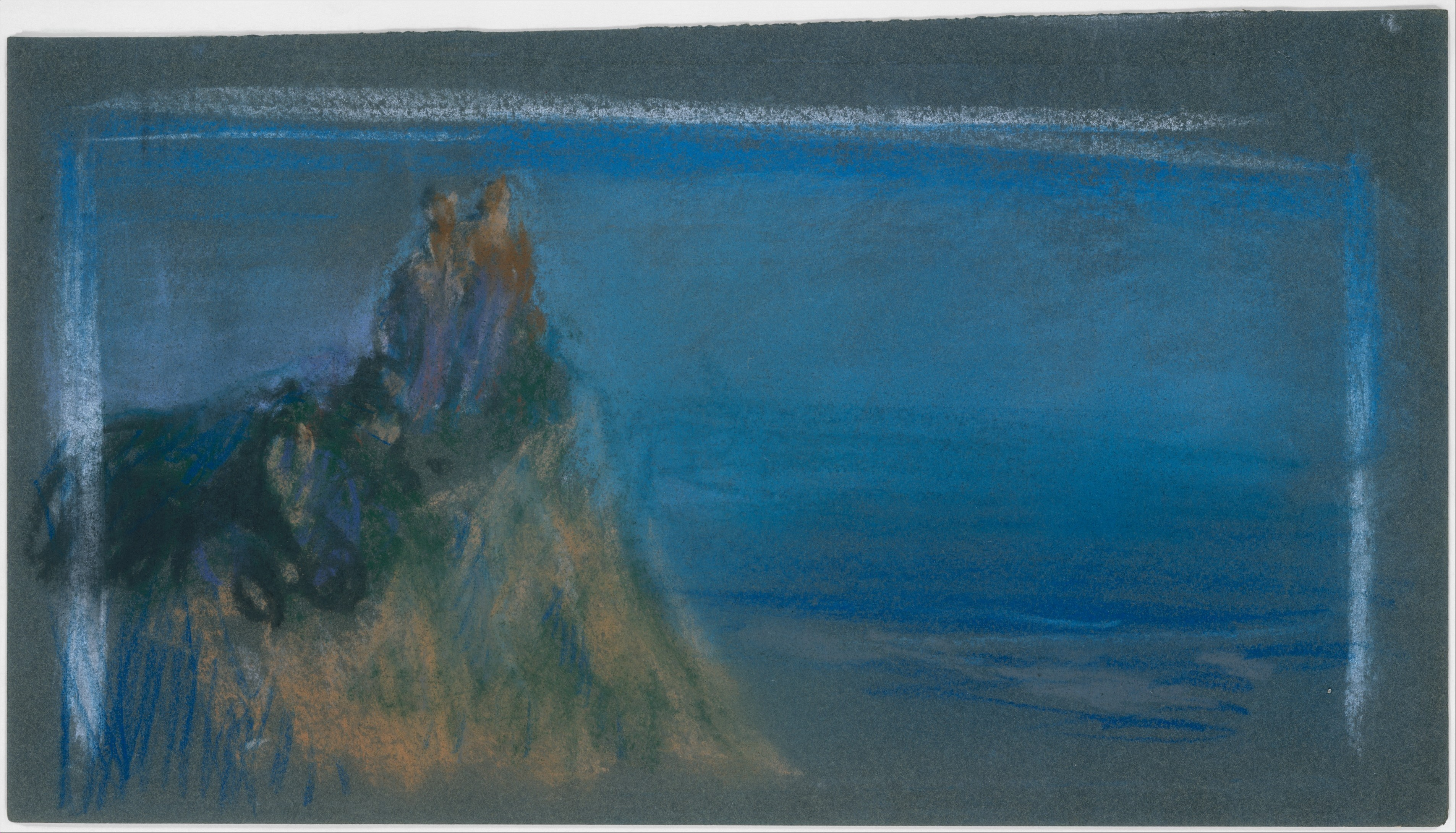
High Point, Pastellkreide auf grauem Papier (18,7 × 33 cm)
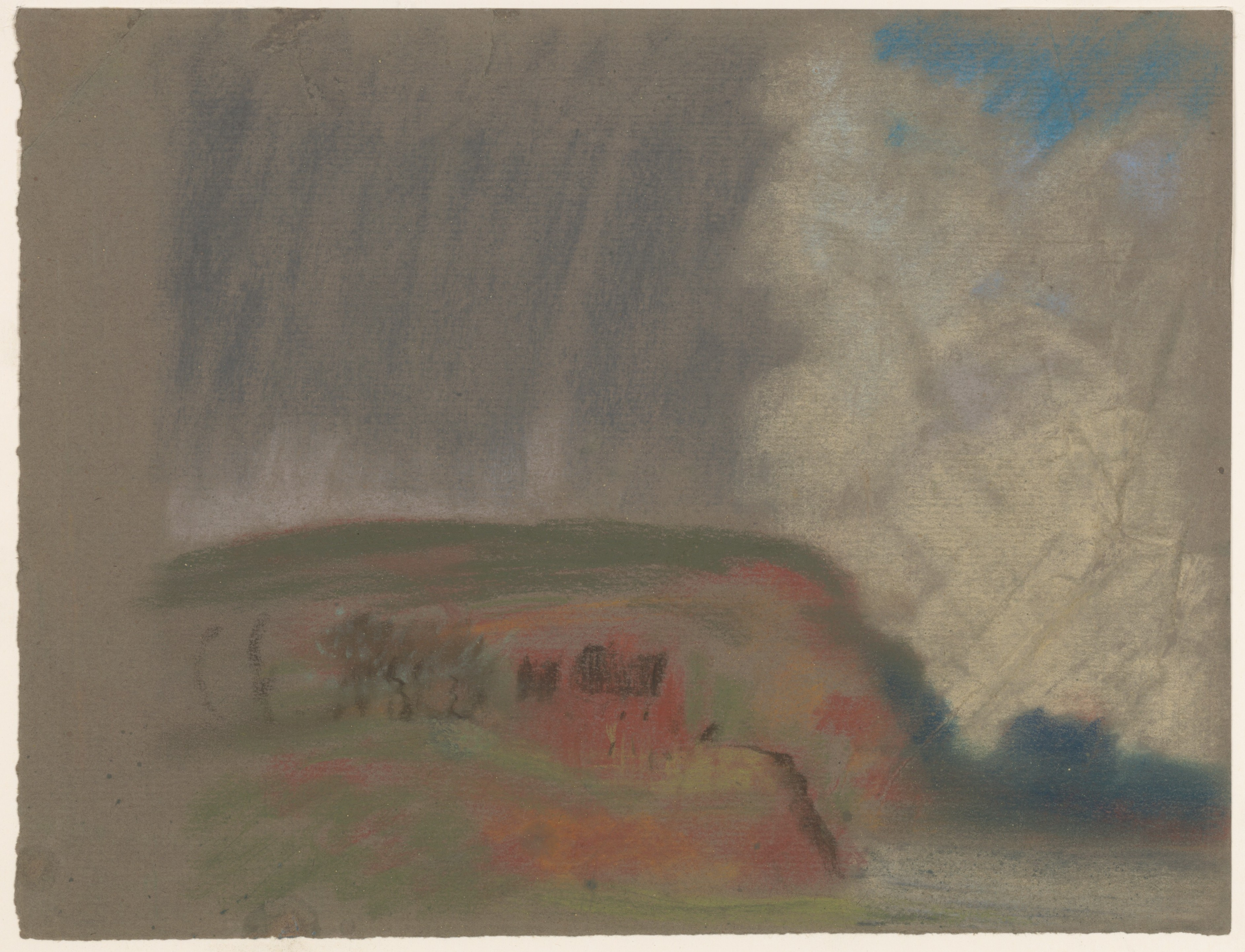
House on Hillside, Pastellkreide auf grau-grünem Papier (19,5 × 25,4 cm)
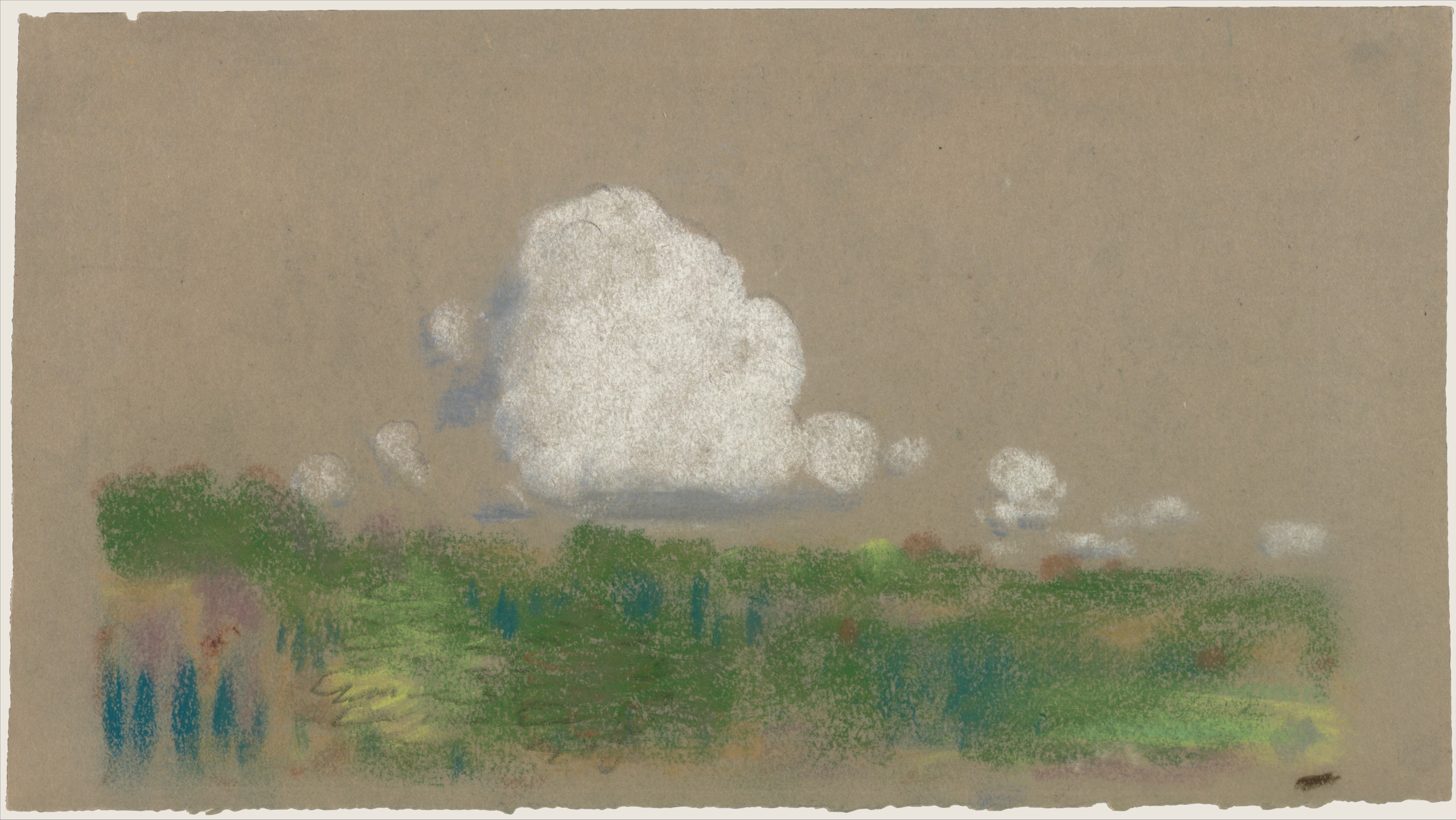
Landscape with Clouds, Pastellkreide und schwarze Kreide auf grün-grauem Velinpapier (15,6 × 26,8 cm)
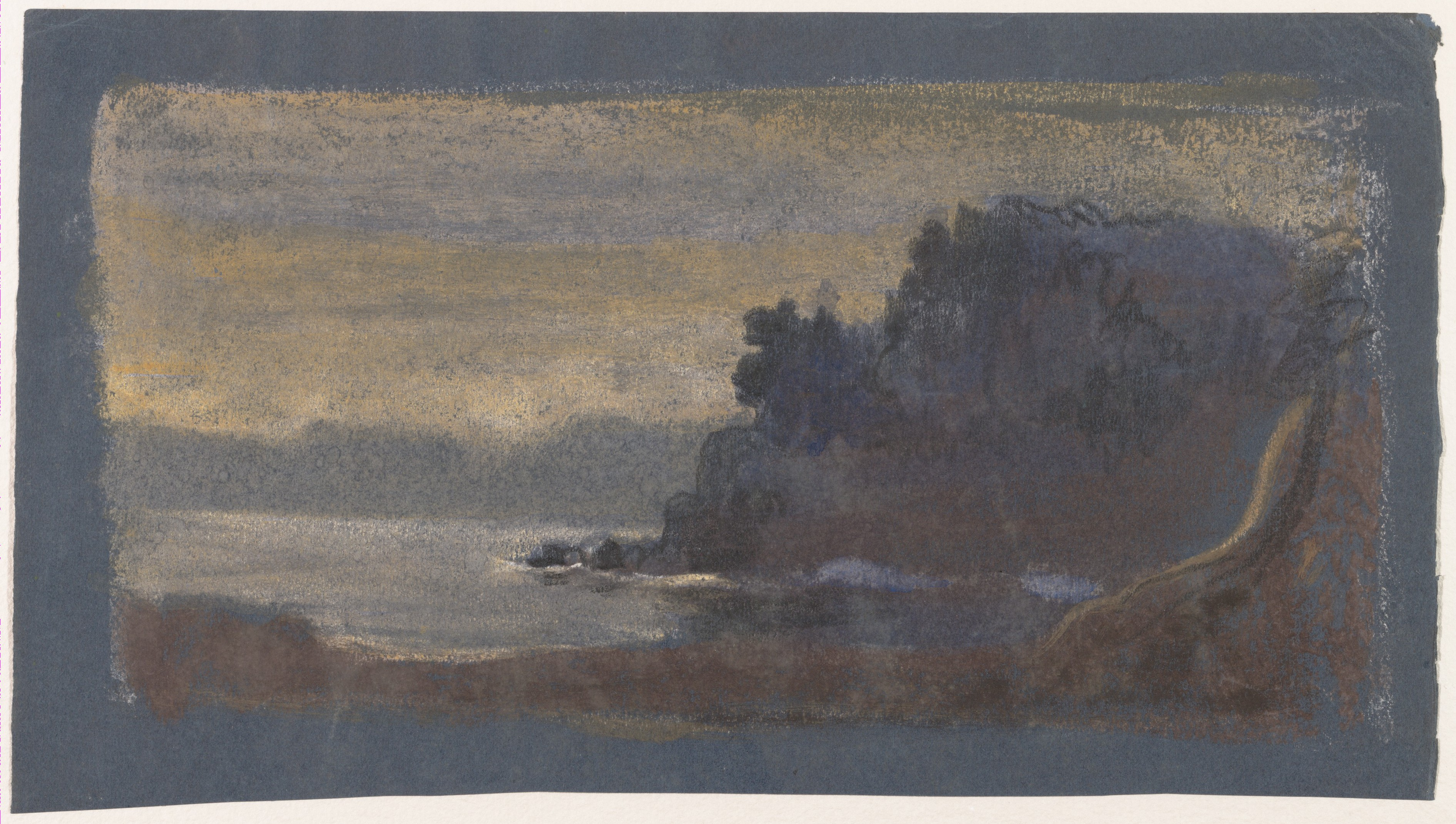
Blue Landscape, Pastellkreide auf dunkelblauem Velinpapier (16,5 × 29,4 cm)

## Auszeichnungen
- 1916: „Clark Prize“, Corcoran Biennale